# Heigermoos
Heigermoos este o arie protejată (arie specială de conservare — SAC, sit de importanță comunitară — SCI) din Germania întinsă pe o suprafață de 2,73 ha, integral pe uscat.

## Localizare
Centrul sitului Heigermoos este situat la coordonatele 48°02′22″N 12°40′47″E / 48.0394°N 12.6797°E.

## Înființare
Situl Heigermoos a fost declarat sit de importanță comunitară în martie 2001 pentru a proteja 2 specii de plante. Situl a fost protejat și ca arie specială de conservare în aprilie 2016.

## Biodiversitate
Situată în ecoregiunea continentală, aria protejată conține 4 habitate naturale: Liziere de ierburi înalte hidrofile de câmpie și de nivel montan până la alpin, Mlaștini turboase de tranziție și turbării mișcătoare, Depresiuni pe substraturi de turbă de Rhynchosporion, Mlaștini împădurite.
La baza desemnării sitului se află mai multe specii protejate de  plante (2): Hamatocaulis vernicosus, moșișoare (Liparis loeselii).